# Dinar vàng

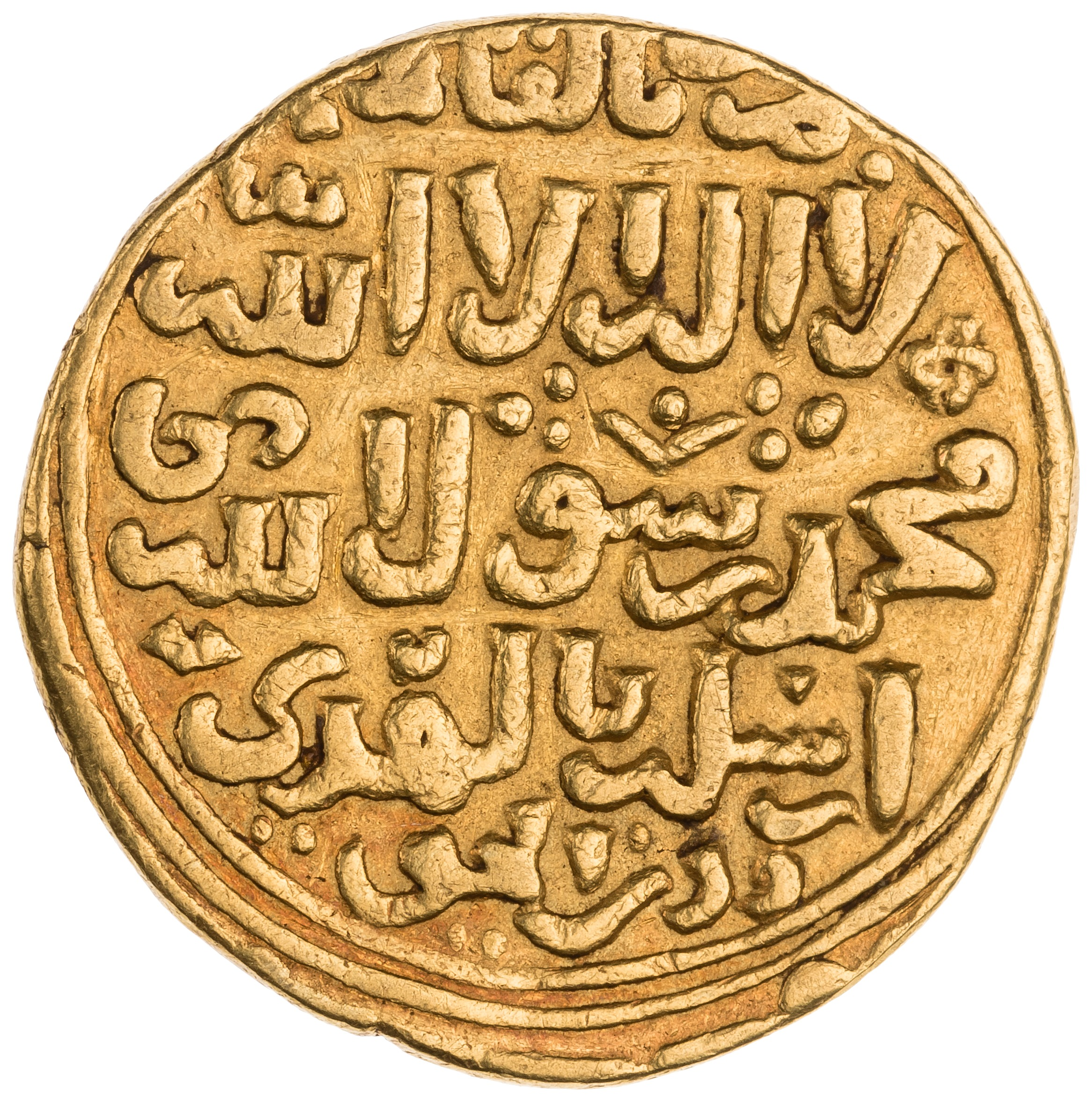
Đồng Đinar vàng

Dinar vàng (tiếng Ả Rập: دينار) là một đồng tiền xu được đúc bằng vàng (đồng xu vàng) và là một trong những loại hình tiền tệ được lưu hành tại các nước Ả Rập thời kỳ phong kiến. Đồng tiền vàng đầu tiên được phát hành vào năm 77 Hồi lịch (696-7 sau Công nguyên) dưới triều Caliph Abd al-Malik ibn Marwan. Tên gọi của đồng tiền này có nguồn gốc từ đồng tiền một đồng tiền bằng bạc của La Mã. Trọng lượng của đồng Dinar vàng là 4,25gam. Đồng tiền vàng này cũng có giá trị lưu hành trong thế giới Ả Rập cũng như thế giới Hồi giáo và thậm chí là phương tiện buôn bán với những miền khác. Đồng Dinar vàng cũng từng được lên kế hoạch để làm đồng tiền chung cho châu Phi nhưng đã không thành công.
Việc phát hành vàng từ Bắc Phi bắt đầu từ việc sao chép các đồng xu của Heraclius và con trai ông (nhưng có chữ Kalima viết tắt trong tiếng Latin). Đồng dinar được đúc dưới dang phân nửa và phần ba đều được đánh theo tiêu chuẩn trọng lượng mới. Ở Việt Nam đã từng phát hiện 01 đồng Dinar vàng cân lượng khoảng một chỉ vàng tốt, đồng tiền này có niên đại dưới thời triều đại Abbasid của Vương triều Caliph (lãnh tụ đạo đời Hồi Giáo) Al-Muktafi Billah (289-95 AH/902-8 AD) tức từ năm 289 đến 295 niên lịch Hồi Giáo, tương đương năm 902 đến 908 Công nguyên. Tên của vị Vizier (lãnh tụ chính trị và tinh thần Hồi Giáo) là Wali al-Dawlah nắm quyền bính giữa những năm 288 và 291 theo lịch Hồi Giáo. Đồng tiền được đúc vào năm 291 theo lịch Hồi Giáo tại Hamadan, ngày nay thuộc Cộng hòa Hồi giáo Iran.